# Antropophagus
Antropophagus is een Italiaanse horrorfilm uit 1980 van Joe D'Amato. De cast en crew bestaat veelal uit namen die bekend zijn uit andere Italiaanse horrorfilms. Onder anderen Joe D'Amato (Rosso Sangue), Tisa Farrow (Zombi 2) en George Eastman (Rosso Sangue) hadden een aandeel in deze film.

## Verhaal
Een jonge vrouw genaamd Julie komt samen met een groep Amerikaanse toeristen terecht in een verlaten dorp op een Griekse eiland. Ze besluiten om te overnachten in een van de huizen omdat hun boot is weggedreven van de haven. Ze komen er snel genoeg achter dat er iets mis is in het huis en dat ze door iemand, of door iets, gestalkt worden.

## Productie
Antropophagus was D'Amato's eerste pure horrorfilm. Daarvoor had hij alleen erotische horrorfilms gemaakt, zoals Emanuelle and the Last Cannibals, Papaya: Love Goddess of the Cannibals en Erotic Nights of the Living Dead. Schrijver George Eastman, die ook een rol had in de film, kende D'Amato al voor de productie van Antropophagus. Hij had hoofdrollen in verschillende van D'Amato's eerdere films, waaronder Sesso Nero en Emanuelle's Revenge.
In de documentaire 'Totally Uncut 2' vertelt D'Amato dat de film vooral bedoeld was voor de buitenlandse markt. Ook geven zowel D'Amato als Eastman aan dat de film het buiten Italië goed deed, maar in eigen land een flop was.

## Rolverdeling
| Acteur              | Personage                    |
| ------------------- | ---------------------------- |
| Tisa Farrow         | Julie                        |
| Saverio Vallone     | Andy                         |
| Serena Grandi       | Maggie                       |
| Margaret Mazzantini | Henriette / Ruth             |
| Mark Bodin          | Daniel                       |
| George Eastman      | Klaus Wortmann / Grim Reaper |
| Bob Larson          | Arnold                       |
| Rubina Rey          | Ruth Wortman                 |
| Zora Kerova         | Carol                        |

## Release
De film werd in het Verenigd Koninkrijk in 1980 op VHS uitgebracht en werd toegevoegd aan de Video nasty lijst. Reden daarvoor was de scène waarin het monster een foetus eet. De foetus was in realiteit een gevild konijn. Toch werd de film lange tijd onterecht gezien als een snuff-film. In de Verenigde Staten werd een geknipte versie van de film in de bioscoop vertoond als The Grim Reaper.